# Landwasser
Landwasser är ett vattendrag i Schweiz. Det ligger i den östra delen av landet, 170 km öster om huvudstaden Bern.
I omgivningarna runt Landwasser växer i huvudsak barrskog. Runt Landwasser är det mycket glesbefolkat, med 3 invånare per kvadratkilometer.